# Winter-X-Games 2015
Die Winter X Games XIX (Umbenannt in Winter X Games Aspen '15; im offiziellen Logo als Winter X Games Nineteen betitelt) fanden vom 21. bis 25. Januar 2015 zum 14. Mal in Folge in Aspen, Colorado statt. Der Event wurde von ESPN produziert. Erstmals war in Kooperation mit Major League Gaming ein E-Sport-Wettbewerb in der Disziplin Counter-Strike: Global Offensive Teil des Programmes.

## Resultate

### Medaillenspiegel
Legende
| Rang | Land               | Gold | Silber | Bronze | Gesamt |
| ---- | ------------------ | ---- | ------ | ------ | ------ |
| 1    | Vereinigte Staaten | 11   | 11     | 9      | 31     |
| 2    | Kanada             | 6    | 2      | 3      | 11     |
| 3    | Schweden           | 1    | 1      | 1      | 3      |
|      | Frankreich         | 1    | 1      | 1      | 3      |
| 5    | Norwegen           | 1    | 1      | 0      | 2      |
| 6    | Japan              | 0    | 2      | 1      | 3      |
| 7    | Neuseeland         | 0    | 1      | 1      | 2      |
| 8    | Italien            | 0    | 1      | 0      | 1      |
| 9    | Schweiz            | 0    | 0      | 2      | 2      |
| 10   | Australien         | 0    | 0      | 1      | 1      |
|      | Dänemark           | 0    | 0      | 1      | 1      |

### Freestyle Ski

#### Damen Superpipe Resultate
| Rang | Name                | Lauf 1 | Lauf 2 | Lauf 3 | Bestes Ergebnis |
| ---- | ------------------- | ------ | ------ | ------ | --------------- |
|      | Maddie Bowman       | 85.00  | 78.00  | 85.66  | 85.66           |
|      | Ayana Onozuka       | 80.00  | 62.33  | 83.33  | 83.33           |
|      | Brita Sigourney     | 77.00  | 78.66  | 30.33  | 78.66           |
| 4    | Angeli VanLaanen    | 69.66  | 23.00  | 11.66  | 69.66           |
| 5    | Janina Kuzma        | 60.33  | 66.66  | 60.00  | 66.66           |
| 6    | Annalisa Drew       | 17.66  | 46.66  | 66.00  | 66.00           |
| 7    | Marie Martinod      | 65.33  | 9.33   | 65.66  | 65.66           |
| 8    | Rosalind Groenewoud | 27.33  | –      | –      | 27.33           |

#### Herren Superpipe Resultate
| Rang | Name           | Lauf 1 | Lauf 2 | Lauf 3 | Bestes Ergebnis |
| ---- | -------------- | ------ | ------ | ------ | --------------- |
|      | Simon d’Artois | 90.33  | 87.66  | 93.00  | 93.00           |
|      | Kévin Rolland  | 19.00  | 85.00  | 92.33  | 92.33           |
|      | Alex Ferreira  | 42.33  | 39.33  | 91.66  | 91.66           |
| 4    | David Wise     | 41.00  | 69.66  | 89.00  | 89.00           |
| 5    | Gus Kenworthy  | 88.00  | 85.66  | 34.33  | 88.00           |
| 6    | Noah Bowman    | 31.33  | 80.00  | 86.33  | 86.33           |
| 7    | Lyman Currier  | 83.33  | 56.66  | 79.66  | 83.33           |
| 8    | Mike Riddle    | 78.33  | 31.00  | 10.00  | 78.33           |

#### Herren Big Air Resultate
| Rang | Name            | Ergebnis |
| ---- | --------------- | -------- |
|      | Vincent Gagnier | 91       |
|      | Bobby Brown     | 82       |
|      | Elias Ambühl    | 82       |
| 4    | Kai Mahler      | 78       |
| 5    | Jesper Tjader   | 72       |
| 6    | Alex Schlopy    | 14       |

#### Herren Slopestyle Resultate
| Rang | Name             | Lauf 1 | Lauf 2 | Lauf 3 | Bestes Ergebnis |
| ---- | ---------------- | ------ | ------ | ------ | --------------- |
|      | Nick Goepper     | 93.66  | 33.00  | 80.66  | 93.66           |
|      | Joss Christensen | 90.66  | 89.00  | 20.33  | 90.66           |
|      | Alex Bellemare   | 83.00  | 85.66  | 31.33  | 85.66           |
| 4    | Bobby Brown      | 14.33  | 32.33  | 75.00  | 75.00           |
| 5    | James Woods      | 20.00  | 72.66  | 65.33  | 72.66           |
| 6    | Tom Wallisch     | 14.66  | 70.00  | 21.00  | 70.00           |
| 7    | Gus Kenworthy    | 30.33  | 34.00  | 57.00  | 57.00           |
| 8    | Henrik Harlaut   | 22.66  | –      | –      | 22.66           |

#### Damen Slopestyle Resultate
| Rang | Name                  | Lauf 1 | Lauf 2 | Lauf 3 | Bestes Ergebnis |
| ---- | --------------------- | ------ | ------ | ------ | --------------- |
|      | Emma Dahlström        | 82.66  | 90.33  | 35.00  | 90.33           |
|      | Keri Herman           | 86.66  | 60.33  | 10.33  | 86.66           |
|      | Dara Howell           | 78.66  | 17.66  | 82.00  | 82.00           |
| 4    | Devin Logan           | 80.33  | 52.00  | 81.00  | 81.00           |
| 5    | Julia Krass           | 15.00  | 79.00  | 34.33  | 79.00           |
| 6    | Nikki Blackall        | 23.00  | 64.66  | 61.33  | 64.66           |
| 7    | Anouk Purnelle-Faniel | 18.00  | 29.33  | 57.00  | 57.00           |
| 8    | Darian Stevens        | 28.00  | –      | –      | 28.00           |

#### Herren Mono Skier X Resultate
| Rang | Name               | Zeit      |
| ---- | ------------------ | --------- |
|      | Chris Devlin-Young | 1:03.246  |
|      | Brandon Adam       | 1:06.864  |
|      | Ravi Drugan        | 1:11.600  |
| 4    | Kevin Lindner      | 16:39.999 |

### Snowboard

#### Herren Snowboarder X Resultate
| Rang | Name             | Zeit     |
| ---- | ---------------- | -------- |
|      | Kevin Hill       | 0:50.036 |
|      | Omar Visintin    | 0:51.280 |
|      | Nate Holland     | 0:52.122 |
| 4    | Nick Baumgartner | 0:52.356 |
| 5    | Konstantin Schad | 0:54.909 |
| 6    | Max Schairer     | 0:56.536 |

#### Damen Snowboarder X Resultate
| Rang | Name                | Zeit     |
| ---- | ------------------- | -------- |
|      | Lindsey Jacobellis  | 0:53.085 |
|      | Dominique Maltais   | 0:53.234 |
|      | Nelly Moenne Loccoz | 0:53.384 |
| 4    | Belle Brockhoff     | 0:53.544 |
| 5    | Michela Moioli      | 0:53.711 |
| 6    | Eva Samková         | 1:06.799 |

#### Herren Snowboard X Adaptive Resultate
| Rang | Name              | Zeit     |
| ---- | ----------------- | -------- |
|      | Keith Gabel       | 0:57.168 |
|      | Carl Murphy       | 0:57.449 |
|      | Alex Massie       | 1:01.295 |
| 4    | John Leslie       | 1:08.865 |
| 5    | Mike Shea         | 1:08.865 |
| 6    | Matti Suur-Hamari | 1:10.495 |

#### Herren Big Air Resultate
| Rang | Name            | Ergebnis |
| ---- | --------------- | -------- |
|      | Mark McMorris   | 88       |
|      | Max Parrot      | 82       |
|      | Yuki Kadono     | 66       |
| 4    | Sven Thorgren   | 58       |
| 5    | Ståle Sandbech  | 40       |
| 6    | Torstein Horgmo | 19       |

#### Herren Slopestyle Resultate
| Rang | Name              | Lauf 1 | Lauf 2 | Lauf 3 | Bestes Ergebnis |
| ---- | ----------------- | ------ | ------ | ------ | --------------- |
|      | Mark McMorris     | 51.00  | 96.00  | 29.00  | 96.00           |
|      | Ståle Sandbech    | 95.00  | 15.00  | 34.66  | 95.00           |
|      | Sven Thorgren     | 92.00  | 39.33  | 37.66  | 92.00           |
| 4    | Sébastien Toutant | 33.33  | 87.33  | 35.00  | 87.33           |
| 5    | Sage Kotsenburg   | 83.33  | 42.66  | 67.66  | 83.33           |
| 6    | Torstein Horgmo   | 44.66  | 49.33  | 57.00  | 57.00           |
| 7    | Emil Ulsletten    | 35.33  | 47.33  | 29.33  | 47.33           |
| 8    | Nikolas Baden     | 32.33  | 36.33  | 40.33  | 40.33           |

#### Damen Slopestyle Resultate
| Rang | Name            | Lauf 1 | Lauf 2 | Lauf 3 | Bestes Ergebnis |
| ---- | --------------- | ------ | ------ | ------ | --------------- |
|      | Silje Norendal  | 90.66  | 90.33  | 93.66  | 93.66           |
|      | Jamie Anderson  | 85.00  | 91.33  | 36.33  | 91.33           |
|      | Christy Prior   | 39.66  | 14.00  | 89.33  | 89.33           |
| 4    | Spencer O’Brien | 54.00  | 87.33  | 13.33  | 87.33           |
| 5    | Kjersti Buaas   | 13.66  | 28.00  | 80.00  | 80.00           |
| 6    | Enni Rukajärvi  | 71.33  | 43.33  | 41.00  | 71.33           |
| 7    | Cheryl Maas     | 30.00  | 22.66  | 46.66  | 46.66           |
| 8    | Anna Gasser     | 28.66  | 46.33  | –      | 46.33           |

#### Damen Superpipe Resultate
| Rang | Name              | Lauf 1 | Lauf 2 | Lauf 3 | Bestes Ergebnis |
| ---- | ----------------- | ------ | ------ | ------ | --------------- |
|      | Chloe Kim         | 81.66  | 87.66  | 92.00  | 92.00           |
|      | Kelly Clark       | 90.00  | 39.00  | 42.33  | 90.00           |
|      | Torah Bright      | 78.33  | 19.33  | 5.00   | 78.33           |
| 4    | Arielle Gold      | 73.33  | 75.66  | 73.00  | 75.66           |
| 5    | Cai Xuetong       | 47.00  | 11.00  | 70.00  | 70.00           |
| 6    | Queralt Castellet | 60.00  | 50.00  | 10.33  | 60.00           |
| 7    | Hannah Teter      | 51.00  | 48.00  | 10.66  | 51.00           |
| 8    | Elena Hight       | 21.66  | 46.00  | 32.00  | 46.00           |

#### Herren Superpipe Resultate
| Rang | Name                | Lauf 1 | Lauf 2 | Lauf 3 | Bestes Ergebnis |
| ---- | ------------------- | ------ | ------ | ------ | --------------- |
|      | Danny Davis         | 80.00  | 64.33  | 93.66  | 93.66           |
|      | Taku Hiraoka        | 84.33  | 14.33  | 92.33  | 92.33           |
|      | Iouri Podladtchikov | 89.00  | 67.66  | 40.00  | 89.00           |
| 4    | Shaun White         | 54.00  | 82.00  | 62.66  | 82.00           |
| 5    | David Hablützel     | 61.00  | 79.00  | 62.66  | 79.00           |
| 6    | Ayumu Hirano        | 77.66  | 70.00  | 24.33  | 77.66           |
| 7    | Zhang Yiwei         | 40.00  | 12.00  | 75.00  | 75.00           |
| 8    | Gabe Ferguson       | 73.00  | 30.33  | 57.00  | 73.00           |

### Schneemobil

#### Speed & Style Resultate
| Rang | Name          | Ergebnis |
| ---- | ------------- | -------- |
|      | Colten Moore  | 90.62    |
|      | Joe Parsons   | 83.00    |
|      | Cory Davis    | 84.33    |
| 4    | Levi LaVallee | 50.01    |

#### Long Jump Resultate
| Rang | Name          | Distanz          |
| ---- | ------------- | ---------------- |
|      | Heath Frisby  | 164′11″ / 50,3 m |
|      | Cory Davis    | 160′5″ / 48,9 m  |
|      | Colten Moore  | 157′4″ / 48 m    |
| 4    | Kyle Pallin   | 143′9″ / 43,8 m  |
| 5    | Joe Parsons   | 129′10″ / 39,6 m |
| 6    | Chris Burandt | 92′1″ / 28 m     |

#### SnoCross Adaptive Resultate
| Rang | Name            | Zeit     |
| ---- | --------------- | -------- |
|      | Garrett Goodwin | 6:25.099 |
|      | Doug Henry      | 6:31.947 |
|      | Jim Wazny       | 6:47.128 |
| 4    | Jeff Tweet      | 6:51.886 |
| 5    | E. J. Poplawski | 6:58.689 |
| 6    | Chris Heppding  | 6:59.594 |
| 7    | Bryan Hatch     | 6:59.822 |

#### SnoCross Resultate
| Rang | Name           | Zeit      |
| ---- | -------------- | --------- |
|      | Tucker Hibbert | 14:41.084 |
|      | Kody Kamm      | 15:01.747 |
|      | Ross Martin    | 15:08.593 |
| 4    | Adam Renheim   | 15:30.703 |
| 5    | Justin Broberg | 14:50.457 |
| 6    | Tim Tremblay   | 14:55.196 |
| 7    | Dave Joanis    | 14:58.989 |

#### HillCross Resultate
| Rang | Name            | Zeit     |
| ---- | --------------- | -------- |
|      | Dave Joanis     | 0:57.154 |
|      | Justin Thomas   | 0:59.074 |
|      | Nathan Titus    | 1:02.591 |
| 4    | Jason Fox       | 1:06.400 |
| 5    | Dolan Phelps    | 1:08.511 |
| 6    | David Sharp Jr. | 1:10.882 |

### CS:GO
| Rang | Team |
| ---- | --- |
|      | Team LDLCNathan „NBK“ Schmitt Richard „shox“ Papillon Edouard „SmithZz“ Dubourdeaux Fabien „kioShiMa“ Fiey Vincent „Happy“ Schopenhauer           |
|      | Ninjas in PyjamasPatrik „f0rest“ Lindberg Christopher „GeT RiGhT“ Alesund Richard „Xizt“ Landström Adam „friberg“ Friberg Mikail „Maikelele“ Bill |
|      | Team DignitasPeter „dupreeh“ Rasmussen Finn „Karrigan“ Andersen Andreas „Xyp9x“ Højsleth Nicolai „device“ Reedtz René „cajunb“ Borg               |
| 4    | fnaticMarkus „pronax“ Wallsten Robin „flusha“ Rönnquist Jesper „JW“ Wecksell Freddy „KRiMZ“ Johansson Olof „olofm“ Kajbjer                        |